# Ode an die Freude (Film)
Ode an die Freude (jap. バルトの楽園, Baruto no gakuen, dt. „Paradies der Bärte“) ist ein deutsch-japanisches Film-Historiendrama, das am 17. Juni 2006 in Japan Kinopremiere feierte. In Deutschland wurde der Film erstmals am 8. März 2007 bei der Deutsch-Japanischen Gesellschaft Trier gezeigt und dann am 16. Mai 2007 beim Japanischen Film Festival in Hamburg. Offizieller Kinostart in Deutschland war, unter dem Verleih von Buena Vista, der 12. Juli 2007. Allerdings wurde der Film nur in wenigen Kinos einiger Großstädte gezeigt, während er in Japan ein Kassenschlager war. Bis heute ist der Film in Deutschland nicht auf DVD erschienen.
Regie führte Masanobu Deme, ein ehemaliger Regieassistent von Akira Kurosawa. Die Hauptrollen spielten der Japaner Ken Matsudaira als Leiter des Gefangenenlagers und der Schweizer Bruno Ganz als deutscher Admiral.

## Handlung
Der Film erzählt, angelehnt an das Leben von Hermann Bohner, die Geschichte von Soldaten der deutschen Kaiserlichen Marine, die 1914, zu Beginn des Ersten Weltkrieges, nach dem Kampf um die chinesische Kolonie Tsingtao, von der japanischen Armee gefangen genommen und in das 1917 geschaffene Kriegsgefangenenlager Bandō in der Präfektur Tokushima in Japan gebracht werden.
In diesem, im Vergleich zu anderen japanischen Lagern, liberalen Ausnahmelager verbringen die Soldaten die nächsten Jahre unter dem gerechten Lagerführer Toyohisa Matsue, der den Deutschen viele Freiheiten gewährt, wie etwa den Druck einer eigenen Zeitung, das Musizieren und Sport. Als 1918 der Krieg für das Deutsche Reich verloren ist, schwindet bei den Kriegsgefangenen die Hoffnung auf eine Rückkehr in ihre Heimat (die für die meisten erst 1921 erfolgen wird).
Kurt Heinrich, der deutsche Konteradmiral sieht in Selbstmord den einzigen Ausweg. Doch Lagerleiter Matsue überzeugt den gebrochenen Mann davon, dass nur er seine Männer wieder in die Heimat bringen kann. Zur Verabschiedung spielen die ehemaligen deutschen Gefangenen, die sich mit den Japanern im Laufe der Jahre angefreundet hatten, ein Konzert, bei dem erstmals Beethovens 9. Sinfonie auf japanischem Boden aufgeführt wird.
Zusätzlich erzählt der Film die Geschichte des Mädchens Shio, Tochter einer Japanerin und des Deutschen Carl Baum, die hofft, im Kriegsgefangenenlager endlich ihren Vater zu finden.

## Sonstiges
- Als Statisten und Sänger wirkten in dem Film Lüneburger Studenten mit. Viele der deutschen Kriegsgefangenen wurden jedoch nicht von Deutschen, sondern von anderen westlichen Studenten (US-Amerikaner, Kanadier, Briten, Schweden, Norweger etc.) dargestellt, die dafür von Universitäten aus der Region Kansai angeworben wurden.
- Neben Dreharbeiten an Originalschauplätzen in Naruto und Aufnahmen in den Tōei-Studios in Kyōto wurde auch in Lüneburg in Niedersachsen gedreht.
- Der deutsche Titel spielt bewusst auf Beethovens 9. Sinfonie an. Dieses weltberühmte Stück des auch schon damals in Japan sehr verehrten Beethoven wurde am 1. Juni 1918 von deutschen Gefangenen des Kriegsgefangenenlagers Bandō erstmals in Japan aufgeführt. Das Gefangenenorchester wurde vom gefangenen Marinesoldaten Hermann Richard Hansen dirigiert.
- Bandō ist seit 1967 ein Teil der Stadt Naruto, die seit 1974 Partnerstadt von Lüneburg ist.
- Die Produktionskosten des Filmes betrugen umgerechnet rund 12 Millionen Euro, womit der Film eine der teuersten japanischen Produktionen überhaupt ist.
- Der erste Teil des japanischen Titels – das deutsche Wort „Bart“ – bezieht sich sowohl auf den vom Lagerleiter gepflegten als auch die von den deutschen Gefangenen getragenen Bärten. Der zweite Teil gakuen bedeutet Paradies oder Elysium, wörtlich jedoch Musikgarten.
- Als die 9. Sinfonie von Beethoven aufgeführt wird, sieht man im Hintergrund ein Plakat mit einer Aufschrift in Fraktur. Dabei wurden mehrere Rechtschreibfehler begangen, indem ausschließlich das „lange s“ (ſ) verwendet wird: „Orcheſter deſ Kriegſgefangenenlagerſ Bando“. Richtig muss es aber „Orcheſter des Kriegsgefangenenlagers Bando“ heißen.

## Kritiken
- Christoph Petersen von filmstarts.de kritisiert, „Ode an die Freude“ sei altbackenes Historien-Ausstattungskino und die Bandbreite des Films reiche von dramatischen Kriegsszenen bis hin zu einer Fahrrad-Komödiensequenz, die samt ihrer musikalischen Untermalung auch aus der Stummfilmära stammen könnte. Außerdem präsentiere sich (der Film) als allzu krude Mischung aus ernstem Drama und seichter Unterhaltung, aus asiatischem und europäischem Filmemachen, aus historischer Aufbereitung und süßlicher Verklärung, und hätte dabei abseits seiner alles überschallenden Hymne auf die japanisch-deutsche Freundschaft nicht viel zu bieten.[2]
- Movie Section meint, der Film sei eine aufwühlende Geschichte, die beweise, dass Menschlichkeit, Respekt und Hilfsbereitschaft unter Kriegsgegnern auch in Zeiten höchster Anspannung möglich sind.[3]